# Fred Kupferman
Pour les articles homonymes, voir Kupferman.
Alfred Kupferman, dit Fred Kupferman, né le 25 janvier 1934 à Paris où il meurt le 27 avril 1988, est un historien français, spécialiste des relations franco-allemandes. Il est le père de Pierre et Laurent Kupferman.

## Biographie
Né dans une famille de résistants juifs, Fred Kupferman a 8 ans au moment où, durant l’Occupation, la réglementation allemande impose de porter l’étoile jaune, ce qu’il refusera toujours, l'arrachant à de nombreuses reprises de son manteau.
Il est le fils de l’ingénieur Israël Kupferman né le 25 mai 1904 à Tarnow (Pologne), engagé dans les brigades internationales pendant la guerre d’Espagne, puis dans la Résistance pendant la Seconde Guerre mondiale. Celui-ci est arrêté le 14 mai 1941, au cours de la première rafle dite « du billet vert » comme otage juif. Après avoir été interné au camp de Pithiviers, il est transféré au camp d’Auschwitz le 8 juillet 1942, sous le matricule 46291. Il y meurt moins d’un mois après son arrivée, le 4 août 1942. Son épouse, la psycho-pédagogue Frania Rothblum-Propper, reste active dans la Résistance sous le pseudonyme de Claude François. À la Libération, elle est une des fondatrices et la directrice de « La Maison du Renouveau », qui accueille, à Montmorency (Val-d’Oise), les enfants dont les parents furent victimes de la déportation, avant de devenir, ce qu’elle est demeurée aujourd’hui, un centre pour adolescents inadaptés. Après son remariage avec le chef d’orchestre Léopold Unger, elle publie L’Adolescent inadapté aux Presses-universitaires de France sous le pseudonyme de Claude François-Unger, qu’elle conserve jusqu’à sa mort en 1992, essai dans lequel elle témoigne de son expérience pédagogique au « Renouveau » où elle met en pratique les principes pédagogiques de Henri Wallon et Janusz Korczak. Parmi les nombreux enfants qu’elle y a accueillis figure André Schwarz-Bart, prix Goncourt pour Le Dernier des justes en 1959.
Pendant cette période, Fred Kupferman vit caché avec d’autres enfants juifs dans une école catholique à Montmorency, protégés par la directrice, mademoiselle Massard. À la Libération, du fait de la mort de son père, reconnu déporté politique, Fred Kupferman devient pupille de la Nation.
Jeune chercheur, Fred Kupferman est remarqué très tôt, à la Sorbonne, par Pierre Renouvin. Il se signale par sa thèse de troisième cycle ayant pour sujets la propagande allemande et la guerre psychologique menée par les empires centraux à travers les journaux des années 1917 et 1918 ; puis il soutient sa thèse de doctorat sur « François Coty, journaliste et homme politique ». Ses travaux lui gagnent une réputation sérieuse d’historien de la presse et lui vaudront d’enseigner pendant plus de dix ans à l’Institut français de presse.
Après l’Institut français de presse, il rejoint la Sorbonne, puis l’Institut d'études politiques de Paris, où il continuera de dispenser ses cours jusqu’à sa mort, survenue en 1988.
Fred Kupferman a concentré ses publications sur la Première et la Seconde Guerre mondiale ainsi que sur la société française d’après 1914 et l’histoire de la presse. En 1976, il publie une première étude de Pierre Laval, suivie en 1979 par Au pays des Soviets, le voyage français en Union soviétique. On lui doit aussi Le Procès de Vichy – Pucheu, Pétain, Laval, en 1982, consacré aux procès des acteurs des heures sombres du régime de Vichy. En 1984, il publie une biographie de Mata Hari, suivie d’un essai sur la Libération intitulé Les Premiers Beaux Jours.
Son œuvre majeure est incontestablement sa deuxième étude de Pierre Laval, parue en 1987, et considérée comme la biographie de référence du chef du gouvernement du régime de Vichy, qui lui permet d’obtenir le Grand Prix de l’Histoire.
En collaboration avec son épouse Sigrid, Fred Kupferman était aussi l’auteur d’ouvrages historiques destinés à la jeunesse, La Nuit des dragons et Le Complot du télégraphe. Enfin, sous le pseudonyme de Fouët, il a produit une œuvre, inédite à ce jour, composée de nombreux dessins, repoussés, et de textes surréalistes et fantastiques que l’on peut consulter à l’Institut mémoires de l’édition contemporaine (IMEC), où le fonds des archives de Fred Kupferman est déposé.
Fred Kupferman a dirigé le magazine Livres Hebdo et signé de nombreux portraits et enquêtes pour l’hebdomadaire L’Express de 1981 à sa mort, en 1988.
L’association des « Amis de Fred Kupferman » est présidée par Emmanuel Pierrat, écrivain et avocat au Barreau de Paris.

## Publications
- Pierre Laval, Masson, 1976.
- Au pays des Soviets – Le voyage français en Union soviétique, 1917-1939, Gallimard, 1979 (rééd. 2007, Tallandier).
- Raoul Wallenberg, le juste de Budapest, écrit en collaboration avec Jacques Derogy et Ariane Misrachi, Ramsay, 1980 (rééd.1994, Stock).
- Le Procès de Vichy – Pucheu, Pétain, Laval, Complexe, 1982 (rééd. 2006), [présentation en ligne].
- 1917, Mata Hari – Songes et mensonges, Complexe, 1984 (rééd. 2005).
- Les Premiers beaux jours, 1944-1946, Calmann-Lévy, 1985, (rééd. 2007, Tallandier).
- Laval, Balland, 1987 (rééd. 2006, Tallandier - préfacé par Henry Rousso).
- La Nuit des dragons (avec Sigrid Kupferman et Yves Beaujard), Hachette Jeunesse 1986, (réed. 2007, Hachette Jeunesse).
- Le Complot du télégraphe (avec Sigrid Kupferman), Hachette Jeunesse, 1989.